# مسافران (مجموعه تلویزیونی ۲۰۱۶)
مسافران (انگلیسی: Travelers) یک مجموعه تلویزیونی علمی-تخیلی آمریکایی-کانادایی است. این مجموعه، یک هم‌کاری بین‌المللی بین  نتفلیکس و کانال تخصصی کانادا برای دو فصل اول آن بود، که پس از آن نتفلیکس به عنوان تنها پخش‌کننده اختصاصی و توزیع‌کننده در سراسر جهان معرفی شد. این مجموعه در تاریخ ۱۷ اکتبر ۲۰۱۶ در کانادا و در ۲۳ دسامبر ۲۰۱۶ به نمایش درآمد. فصل دوم در سال ۲۰۱۷ و فصل سوم در ۱۴ دسامبر ۲۰۱۸ پخش شد.